# Тбилисский военный округ
Тбилисский военный округ (ТбВО) — один из военных округов СССР, существовавший в период с 1945 по 1946 год.

## Описание
Тбилисский военный округ был образован 9 июля 1945 на базе части войск Закавказского фронта на территории ГССР и АрССР, а также Нахичеванской АССР из состава АзССР (до ноября 1945). Управление округа в Тбилиси сформировано на базе полевого управления войск Закавказского фронта. Расформирован 6 мая 1946, территория и войска включены обратно в состав Закавказского военного округа.